# Aunis
Aunis [óny] je bývalá provincie Francie, nacházející se při ústí řek Sèvre Niortaise a Charente do Biskajského zálivu; patří k ní také ostrovy Île de Ré a Oléron, oddělené průlivem Pertuis d'Antioche. Jmenuje se podle původního hlavního města Castrum Allionis (současný název Châtelaillon-Plage), později byly správní úřady přeneseny do přístavu La Rochelle. Obyvatelé se nazývají Aunisiens.

## Historie
Oblast původně patřila k Akvitánskému vévodství, provincii zde zřídil v roce 1374 Karel V. Francouzský. Po administrativní reformě roku 1790 se tato nejmenší francouzská provincie stala součástí departementu Charente-Maritime.
Chudoba a blízkost moře vedly k tomu, že z provincie Aunis se v minulosti vystěhovalo do zámoří více lidí než z jiných částí Francie.

## Geografie

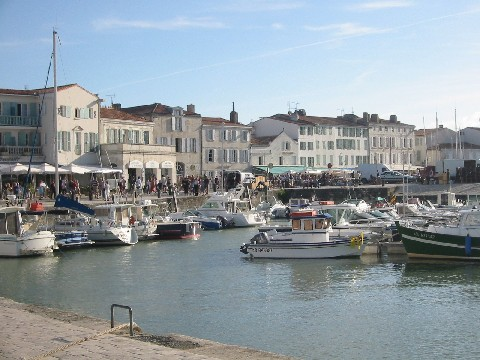
Saint-Martin-de-Ré

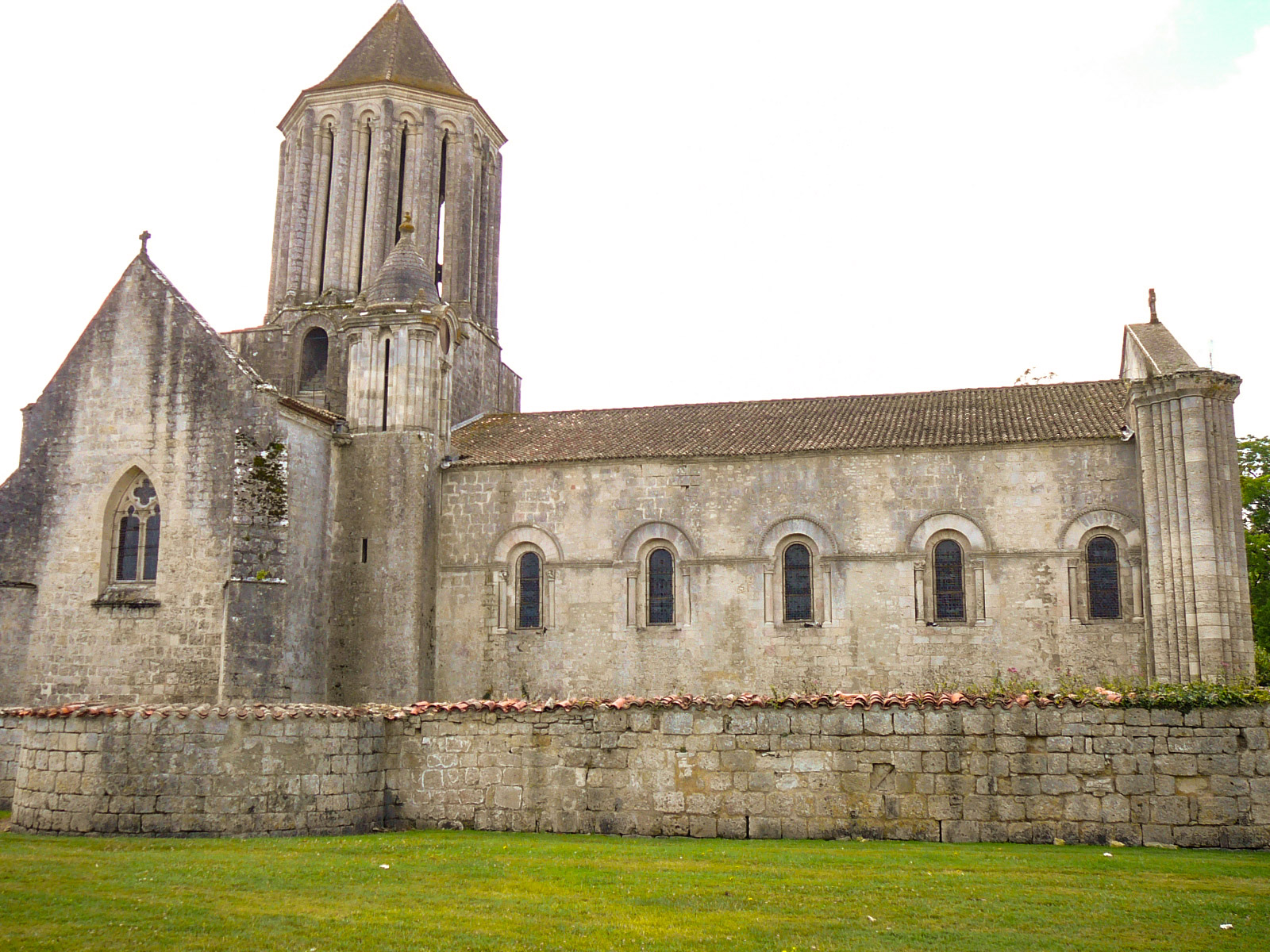
Kostel Notre-Dame v Surgères

Region je rovinatý, většinou ho vyplňuje křídová pláň z období jury. Při pobřeží se nacházejí bažinatá území Marais Poitevin a Marais de Rochefort, ve vnitrozemí leží dubový les Forêt de Benon.

## Zemědělství a průmysl
Pěstuje se převážně kukuřice, rozvinuté je dobytkářství, rybolov, chov ústřic a těžba soli. La Rochelle je významný obchodní přístav s mnoha architektonickými památkami, univerzitou, letištěm, loděnicemi a továrnou firmy Alstom, v Rochefortu se rozvíjí letecký průmysl.